# Diplolaemus
Diplolaemus is een geslacht van hagedissen uit de familie Leiosauridae.

## Naam en indeling
De wetenschappelijke naam van de groep werd voor het eerst voorgesteld door Thomas Bell in 1843. Er zijn vier soorten, inclusief de pas in 2003 beschreven soort Diplolaemus sexcinctus.

## Verspreiding en habitat
Alle soorten komen voor in delen van Zuid-Amerika en leven in de landen Argentinië en Chili. De habitat bestaat uit drogere gebieden, zoals scrubland, graslanden en bossen.

## Beschermingsstatus
Door de internationale natuurbeschermingsorganisatie IUCN is aan alle soorten een beschermingsstatus toegewezen. De vier soorten worden beschouwd als 'veilig' (Least Concern of LC).

## Soorten
Het geslacht omvat de volgende soorten, met de auteur en het verspreidingsgebied.
| Naam                                        | Auteur                      | Verspreidingsgebied |
| ------------------------------------------- | --------------------------- | ------------------- |
| Diplolaemus bibronii                        | Bell, 1843                  | Argentinië, Chili   |
| Patagonische leguaan (Diplolaemus darwinii) | Bell, 1843                  | Argentinië, Chili   |
| Diplolaemus leopardinus                     | Werner, 1898                | Argentinië          |
| Diplolaemus sexcinctus                      | Cei, Scolaro & Videla, 2003 | Argentinië, Chili   |